# Castell de Cheffontaines
El castell de Cheffontaines és un castell situat al municipi de Clohars-Fouesnant, al departament de Finisterre.

## Història
Els marquesos de Cheffontaines tenien una colla de gossos destinada, entre d'altres, a la caça de llops. Aquesta colla va ser abandonada i deixada morir de gana quan el marquès de Cheffontaines, Jonathas I Marie Hyacinthe de Penfentenyo, i la seva família van marxar a l'exili. D’aquí prové un refrany que es va utilitzar durant molt de temps a Clohars-Fouesnant: «Udolar com els gossos de Cheffontaines».
Sotmès a la Revolució com a bé nacional, el castell fou venut i va pertànyer successivament a:
- Paul Célarier Damiguet de Vernon,[2] comprador nacional;
- Aimé-Désiré Calloch de Kérillis, marit De Miollis, mosqueter de la guàrdia reial als inicis de la Restauració, alcalde de Clohars-Fouesnant del 1821 al 1823;
- Étienne Le Bourhis, qui obté el 1834 l'autorització per instal·lar-hi una fàbrica de blau de Prússia;[3]
- Hyacinthe Quemper de Lanascol, marit de Russel de Bedford (Casa dels Russel, ducs de Bedford);
- La família de Penfentenyo recupera el castell el 1860.

Durant la Segona Guerra Mundial, el castell de Cheffontaines escapa de les requisicions alemanyes perquè la dona del marquès de Cheffontaines era de nacionalitat suïssa, un país neutral. En canvi, els faigs de l'alineament de 1,7 km de llarg situat davant del castell són abatuts per habilitar un terreny d'aterratge, però aquesta pista mai no es va arribar a utilitzar. Es van replantar faigs a principis de la dècada del 1950.

## Arquitectura
L'actual castell de Cheffontaines reprèn la estructura de la malouinière, però afegeix a aquest pla simple dos grans pavellons, els quals estan sustentats per dos petits pavellons (la capella i la biblioteca). El castell va ser inscrit en la seva totalitat com a monument històric el 25 de febrer de 1928, i posteriorment, el nucli principal va ser classificat el 26 de març de 1958, mentre que les altres parts van quedar inscrites. A més, el parc va ser declarat com a espai classificat el 15 de juliol de 1959.

## Parc i jardí
El parc dissenyat a finals del segle XVIII i el seu estany estan inscrits al preinventari dels jardins remarquables.